# Tornabenea bischoffi
Tornabenea bischoffi är en flockblommig växtart som beskrevs av Johann Anton Schmidt. Tornabenea bischoffi ingår i släktet Tornabenea och familjen flockblommiga växter. Inga underarter finns listade i Catalogue of Life.